# Rhyacophila fragariae
Rhyacophila fragariae là một loài Trichoptera trong họ Rhyacophilidae. Chúng phân bố ở miền Cổ bắc.